# Liste der Landesstraßen im Land Salzburg

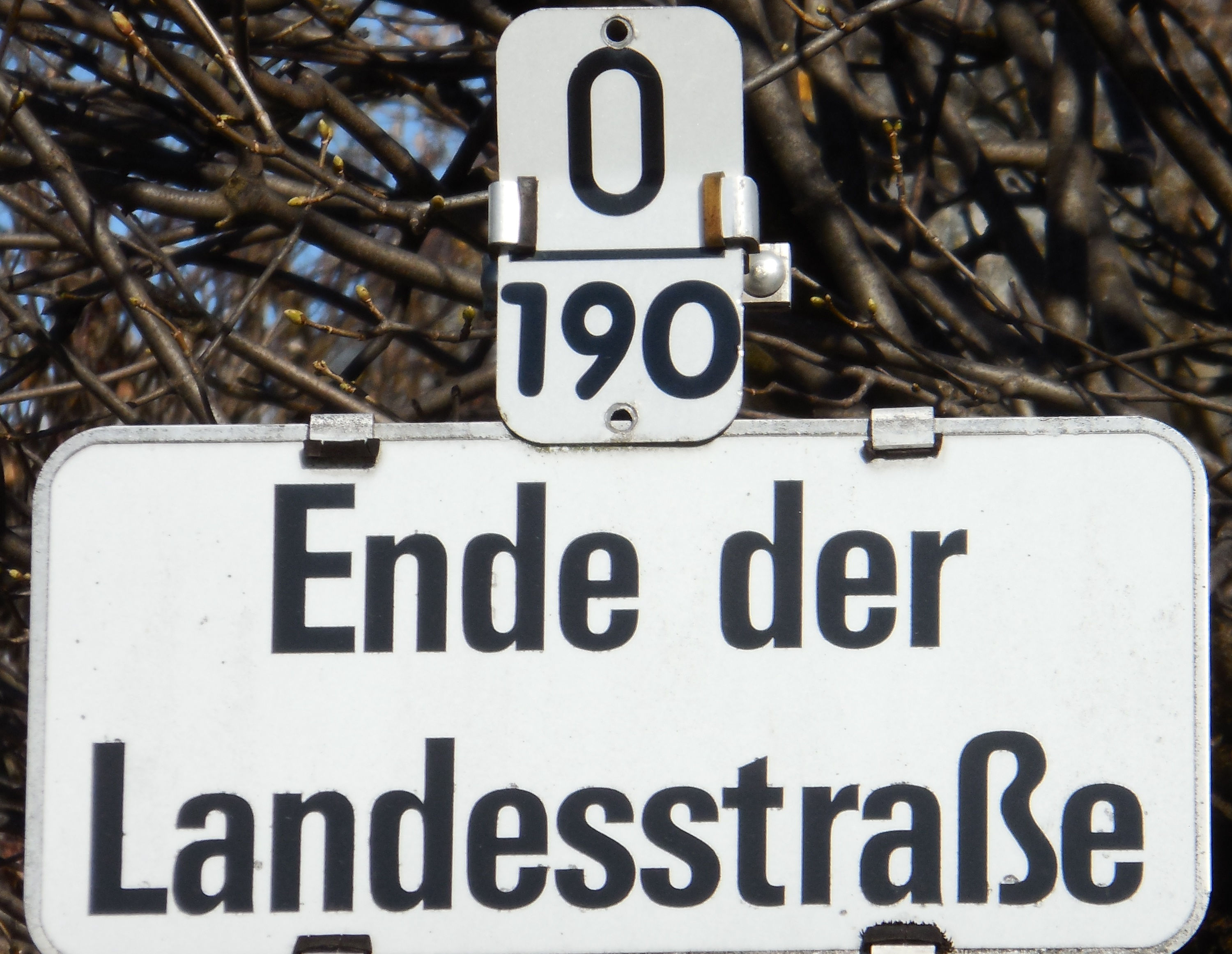
Ende der L 258 in Maria Alm

Die Liste der Straßen in Salzburg gibt eine Übersicht über die Straßen im österreichischen Bundesland Salzburg, auf Basis des Amtes der Salzburger Landesregierung. Die hier aufgelisteten Straßen stehen im Eigentum und in der Betreuung des Landes Salzburg.
Abkürzungen: Gst = Grundstück, KG = Katastralgemeinde
Hinweis: Listen folgen nicht buchstabengetreu den Gesetzestexten, sondern der Orthographie.
Die Angaben der Straßenlängen gleichen teilweise nicht den Kilometrierungen, z. B. wurde die Pinzgauer Straße B 311 durch den Bau des Schmittentunnels länger → Die Reihenfolge der Kilometertafeln in diesem Abschnitt lautet jetzt: … – 49,0 – 49,2 – 49,4 – 49,6 – D 49,0 (bei 49,725) – D 49,2 – D 49,4 – D 49,6 – 49,8 – …

## Landesstraßen B
| Bezeich- nung | Name                                       | von – nach / Verlauf | Länge in km B |
| ------------- | ------------------------------------------ | --- | ------------- |
| B1            | Wiener Straße                              | Von der Landesgrenze gegen Oberösterreich nächst Straßwalchen über Steindorf, Neumarkt am Wallersee, Henndorf am Wallersee, Eugendorf, Hallwang nach Salzburg-Gnigl, über die Linzer Bundesstraße, Sterneckstraße, Gabelsbergerstraße, St.-Julien-Straße, Ignaz-Harrer-Straße, Rudolf-Biebl-Straße und Innsbrucker Bundesstraße nach Wals-Siezenheim und zur Staatsgrenze gegen Deutschland am Walserberg. | 42,915        |
| B95           | Turracher Straße                           | Von der Landesgrenze gegen die Steiermark nächst Kendlbruck über Ramingstein, Madling, Tamsweg und Mauterndorf bis zur B 99 Katschberg Straße. | 24,351        |
| B96           | Murtal Straße                              | Von der Landesgrenze gegen die Steiermark nächst Seetal über Tamsweg und Unternberg zur B 99 Katschberg Straße nächst St. Martin und von der B 99 Katschberg Straße in St. Michael im Lungau bis zur Anschlussstelle St. Michael der A 10 Tauernautobahn. | 27,162        |
| B99           | Katschberg Straße                          | Von der B 159 Salzachtal Straße bei Bischofshofen über Hüttau und Eben zur Anschlussstelle Ennstal der A 10 Tauernautobahn in der Gemeinde Altenmarkt im Pongau und von der B 320 in Radstadt Ost über Untertauern, Tweng, Mauterndorf und St. Michael im Lungau bis zur Landesgrenze gegen Kärnten am Katschberg.                                                                                         | 78,768        |
| B147          | Braunauer Straße                           | Von der B 1 Wiener Straße in Straßwalchen bis zur Landesgrenze gegen Oberösterreich. | 1,504         |
| B150          | Salzburger Straße                          | Von der Anschlussstelle Salzburg Nord der A 1 Westautobahn über die Vogelweiderstraße, Sterneckstraße, Eberhard-Fugger-Straße, Gaisbergstraße, Bürglsteinstraße, Hellbrunnerstraße und Alpenstraße nach Anif bis zur Anschlussstelle Salzburg Süd der A 10 Tauernautobahn. | 14,777        |
| B152          | Seeleiten Straße                           | Von der Landesgrenze gegen Oberösterreich vor Burgau am Attersee entlang bis zur Landesgrenze gegen Oberösterreich nächst Weißenbach am Attersee. | 5,120         |
| B154          | Mondsee Straße                             | Von der B 1 Wiener Straße in Straßwalchen bis zur Landesgrenze gegen Oberösterreich nach Irrsdorf und von der Landesgrenze gegen Oberösterreich nächst Scharfling bis zur B 158 Wolfgangsee Straße bei St. Gilgen. | 9,970         |
| B155          | Münchner Straße                            | Von der B 1 Wiener Straße in Salzburg-Lehen über die Ignaz-Harrer-Straße und Münchner Bundesstraße bis zur Staatsgrenze gegen Deutschland an der Saalbrücke. | 4,514         |
| B156          | Lamprechtshausener Straße                  | Von der Anschlussstelle Salzburg Nord der A 1 Westautobahn über Bergheim, Anthering, Oberndorf bei Salzburg und Lamprechtshausen bis zur Landesgrenze gegen Oberösterreich nächst dem Lamprechtshausener Ortsteil Schwerting. | 28,584        |
| B156a         | Lamprechtshausener Straße, Abzw. Oberndorf | Von der B 156 Lamprechtshausener Straße südlich von Oberndorf durch Oberndorf bis zur Staatsgrenze gegen Deutschland an der Salzachbrücke. | 2,288         |
| B158          | Wolfgangsee Straße                         | Von der B 1 Wiener Straße in Salzburg-Gnigl über Koppl, Hof, Fuschl am See, St. Gilgen und Strobl bis zur Landesgrenze gegen Oberösterreich. | 45,172        |
| B159          | Salzachtal Straße                          | Von der B 150 Salzburger Straße in Anif über Hallein, Kuchl, Golling, Werfen nach Bischofshofen bis zur B 164 Hochkönig Straße. | 48,695        |
| B160          | Berchtesgadener Straße                     | Von der Anschlussstelle Salzburg Süd der A 10 Tauernautobahn bis zur Staatsgrenze gegen Deutschland bei Hangendenstein. | 3,109         |
| B161          | Pass Thurn Straße                          | Von der B 168 Mittersiller Straße in Mittersill bis zur Landesgrenze gegen Tirol am Pass Thurn. | 10,301        |
| B162          | Lammertal Straße                           | Von der B 159 Salzachtal Straße über Scheffau am Tennengebirge und Abtenau bis zur B 166 Pass Gschütt Straße bei Raingraben. | 19,936        |
| B163          | Wagrainer Straße                           | Von der B 99 Katschberg Straße in Altenmarkt im Pongau über Reitdorf, Gemeinde Flachau, und Wagrain nach St. Johann im Pongau bis zur B 311 Pinzgauer Straße. | 24,074        |
| B164          | Hochkönig Straße                           | Von der B 311 Pinzgauer Straße in Bischofshofen über Mühlbach am Hochkönig, Maria Alm am Steinernen Meer, Saalfelden und Leogang bis zur Landesgrenze gegen Tirol am Pass Grießen. | 34,142        |
| B165          | Gerlos Straße                              | Von der B 168 Mittersiller Straße in Mittersill über Hollersbach, Mühlbach im Pinzgau, Bramberg am Wildkogel, Neukirchen am Großvenediger und Wald im Pinzgau bis zur Landesgrenze gegen Tirol am Gerlospass. | 34,468        |
| B166          | Pass Gschütt Straße                        | Von der B 99 Katschberg Straße in Niedernfritz, Gemeinde Hüttau, über St. Martin am Tennengebirge, Annaberg und Rußbach am Pass Gschütt bis zur Landesgrenze gegen Oberösterreich am Pass Gschütt. | 27,989        |
| B167          | Gasteiner Straße                           | Von der B 311 Pinzgauer Straße in Gigerach, Gemeinde Lend, über Dorfgastein, Bad Hofgastein und Bad Gastein bis zum Bahnhof in Böckstein, Gemeinde Bad Gastein. | 25,298        |
| B167a         | Gasteiner Straße                           | Verbindung Lender Berg | B 0,486       |
| B168          | Mittersiller Straße                        | Von der B 311 Pinzgauer Straße in Schüttdorf, Gemeinde Zell am See, über Piesendorf, Niedernsill, Uttendorf und Stuhlfelden bis nach Mittersill. | 25,298        |
| B178          | Loferer Straße                             | Von der Landesgrenze gegen Tirol am Pass Strub über Lofer und Unken bis zur Staatsgrenze gegen Deutschland am Steinpass. | 14,578        |
| B311          | Pinzgauer Straße                           | Von der Ausfahrt Bischofshofen der A 10 Tauernautobahn bei Straßen-km 3,943 (Einbindung der B 164 Hochkönig Straße) über St. Johann im Pongau, Schwarzach, Lend, Taxenbach, Bruck an der Großglocknerstraße, Zell am See, Maishofen, Saalfelden, Weißbach bei Lofer, St. Martin bei Lofer und Lofer inklusive der beiden Äste bis zur B 178 Loferer Straße.                                                | 96,089        |
| B311f         | Pinzgauer Straße                           | Ortsdurchfahrt Lofer | B 0,161       |
| B320          | Ennstal Straße                             | Von der zur Anschlussstelle Ennstal der A 10 Tauernautobahn in der Gemeinde Altenmarkt im Pongau über Radstadt bis zur Landesgrenze gegen die Steiermark bei Mandling. | 13,702        |
| Gesamt        | Gesamt                                     | Gesamt | 662,804       |

## Landesstraßen L

### Landesstraßen I. Ordnung
| Bezeich- nung | Name                        | von – nach / Verlauf | Länge in km |
| ------------- | --------------------------- | --- | ----------- |
| L101          | Mattseer Landesstraße       | Von der B 156 Lamprechtshausener Straße in Lengfelden über Elixhausen, Obertrum am See und Mattsee, bis zur Landesgrenze gegen Oberösterreich bei Mundenham (Mattighofen).                                                           | 18,795      |
| L102          | Obertrumer Landesstraße     | Von der B 1 Wiener Straße in Eugendorf (Brückenmitte) über Seekirchen am Wallersee, Obertrum am See und Seeham zur L 101 Mattseer Landesstraße bei Zellhof.                                                                          | 17,389      |
| L103          | Thalgauer Landesstraße      | Von der B 1 Wiener Straße in Eugendorf (Brückenmitte) über Thalgau bis zur Landesgrenze gegen Oberösterreich bei Mondsee. | 12,861      |
| L104          | Grödiger Landesstraße       | Von der B 150 Salzburger Straße am Rudolfsplatz über Nonntaler Hauptstraße, Petersbrunnstraße, Erzabt-Klotz-Straße, Nonntaler Hauptstraße, Berchtesgadenerstraße, Grödig und St. Leonhard zur B 159 Salzachtal Straße bei Niederalm. | 9,994       |
| L105          | Halleiner Landesstraße      | Von der B 150 Salzburger Straße in Parsch über die Aignerstraße, Aigen, Glasenbach, Elsbethen, Puch bei Hallein und Oberalm zur B 159 Salzachtal Straße in Hallein (Gasthof Hager).                                                  | 14,273      |
| L106          | Hellbrunner Landesstraße    | Von der L 105 Halleiner Landesstraße in Glasenbach zur B 150 Salzburger Straße im Verkehrsknoten Hellbrunn (Alpenstraße). | 1,657       |
| L107          | Wiestal Landesstraße        | Von der L 105 Halleiner Landesstraße in Hallein über Ebenau zur B 158 Wolfgangsee Straße im Nesselgraben. | 20,099      |
| L108          | Gaisberg Landesstraße       | Von der B 158 Wolfgangsee Straße in Guggenthal bis zur Gaisbergspitze. | 8,982       |
| L109          | Großarler Landesstraße      | Von der B 311 Pinzgauer Straße in St. Johann im Pongau, Reinbach, über die Salzachbrücke nach Großarl, danach über Hüttschlag bis Wolfau (Einfahrt Süd, Elektrizitätswerk).                                                          | 26,362      |
| L110          | Hirschbichl Landesstraße    | Von der B 311 Pinzgauer Straße in Weißbach bei Lofer bis zur Staatsgrenze gegen Deutschland am Hirschbichl. | 7,013       |
| L111          | Glemmtal Landesstraße       | Von der B 311 Pinzgauer Straße in Maishofen über Viehhofen nach Saalbach-Hinterglemm vom Ortsteil Saalbach nach Hinterglemm (Abzweigung Mitterlengau).                                                                               | 21,838      |
| L112          | Rauriser Landesstraße       | Von der B 311 Pinzgauer Straße in Taxenbach über Rauris, Wörth nach Bucheben (Abzweigung Frohnwirt). | 20,217      |
| L113          | Krimmler Landesstraße       | Von der B 165 in Neukirchen am Großvenediger (Ortsteil Wald) über Wald im Pinzgau bis zum Beginn der Gerlos-Mautstraße in Krimml. | 6,970       |
| L114          | Großgmainer Landesstraße    | Von der B 1 Wiener Straße bei Wals-Siezenheim über Wartberg bis zur Staatsgrenze gegen Deutschland in Großgmain. | 8,262       |
| L115          | Bürmooser Landesstraße      | Von der B 156 Lamprechtshausener Straße in Lamprechtshausen über Bürmoos zur L 205 St. Georgener Landesstraße in Obereching. | 5,645       |
| L116          | St. Wolfganger Landesstraße | Von der B 158 Wolfgangsee Straße nächst Strobl bis zur Landesgrenze gegen Oberösterreich bei Mönichsreith (Brücke über die Ischler Ache).                                                                                            | 1,415       |
| L117          | Enzersberger Landesstraße   | Von der Kreuzung A 1 Westautobahn in Thalgau, Anschlussstelle Thalgau mit der L 241 Henndorfer Landesstraße, die L 103 Thalgauer Landesstraße bei Unterdorf überbrückend, zur B 158 Wolfgangsee Straße in Hof bei Salzburg.          | 4,955       |
| L118          | Bergheimer Landesstraße     | Von der B 1 Wiener Straße in Salzburg (St.-Julien-Straße) über die Elisabethstraße, Itzlinger Hauptstraße und Oberndorfer Straße zur B 156 Lamprechtshausener Straße in Bergheim.                                                    | 4,159       |
| L119          | Eugendorfer Landesstraße    | Vom südlichsten Kreuzungspunkt des Autobahnzubringers Wallersee zur A 1 Westautobahn bis zum Kreisverkehr bei Straßen-km 290,9 der B 1 Wiener Straße.                                                                                | 0,404       |
| Gesamt        | Gesamt                      | Gesamt | 211,290     |

### Landesstraßen II. Ordnung
| Bezeich- nung | Name                                       | von – nach / Verlauf | Länge in km L |
| ------------- | ------------------------------------------ | --- | ------------- |
| L201          | Anifer Landesstraße                        | Von der L 104 Grödiger Landesstraße in Kleingmain über Morzg zur B 150 Salzburger Straße in Anif. | 4,375         |
| L202          | Hintersee Landesstraße                     | Von der B 158 Wolfgangsee Straße in Hof bei Salzburg (Gasthaus Baderluck) nach Hintersee bis zur Ladenbachbrücke (diese einschließend). | 13,772        |
| L203          | Gransdorfer Landesstraße                   | Von der L 102 Obertrumer Landesstraße in Fraham bis zur Landesgrenze gegen Oberösterreich bei Gransdorf. | 2,602         |
| L204          | Nußdorfer Landesstraße                     | Von der B 156 Lamprechtshausener Straße in Weitwörth, Pabing, über Nußdorf am Haunsberg zur L 207 Berndorfer Landesstraße in Lauterbach. | 10,817        |
| L205          | St. Georgener Landesstraße                 | Von der B 156 Lamprechtshausener Straße in Haidenöster bei Oberndorf bei Salzburg bis zur Landesgrenze gegen Oberösterreich in St. Georgen bei Salzburg, Ortsteil Au.                                                                                | 8,598         |
| L206          | Köstendorfer Landesstraße                  | Von der B 1 Wiener Straße, Knoten Steindorf (nördlich von Neumarkt am Wallersee) über Neumarkt am Wallersee, Köstendorf und Schleedorf zur L 101 Mattseer Landesstraße in Mattsee.                                                                   | 12,372        |
| L207          | Berndorfer Landesstraße                    | Von der B 156 Lamprechtshausener Straße in Lamprechtshausen, Bruck, über Berndorf bei Salzburg zur L 102 Obertrumer Landesstraße in Seeham. | 13,105        |
| L208          | Vöcklatal Landesstraße                     | Von der Landesgrenze gegen Oberösterreich bei Angern bis zur Landesgrenze gegen Oberösterreich bei Hüttenedt. | 2,101         |
| L209          | Krispler Landesstraße                      | Von der L 107 Wiestal Landesstraße nächst Gasthof Seefeldmühle über Krispl und Gaißau wieder zur L 107 in Höhenwart (Wiestalstausee). | 14,329        |
| L210          | St. Kolomaner Landesstraße                 | Von der B 159 Salzachtal Straße bei Vigaun über St. Koloman wieder zur B 159 beim Bachbauern in Kuchl. | 14,764        |
| L211          | Muhrer Landesstraße                        | Von der L 212 Zederhauser Landesstraße in Unterweißburg über Schellgaden nach Muhr (Hausende „Schmiedwirt“). | 10,266        |
| L212          | Zederhauser Landesstraße                   | Von der B 96 Murtal Straße in St. Michael im Lungau, Höf, über Unterweißburg, Oberweißburg und Zederhaus bis zur A 10 Tauernautobahn, Anschlussstelle Zederhaus.                                                                                     | 13,027        |
| L213          | Goldegger Landesstraße                     | Von der L 274 Schwarzacher Landesstraße in Schwarzach im Pongau, Schönbergsiedlung, über Goldegg nach Goldegg-Weng (Wengerwirt). | 5,907         |
| L214          | Kleinarler Landesstraße                    | Von der B 163 Wagrainer Straße in Wagrain über Kleinarl zum Jägersee (Parkplatz). | 11,729        |
| L215          | Kapruner Landesstraße                      | Von der B 168 Mittersiller Straße in Fürth nach Kaprun, Werksiedlung. | 4,058         |
| L216          | Dientener Landesstraße                     | Von der B 311 Pinzgauer Straße, Knoten Embach, über Dienten am Hochkönig zur B 164 Hochkönig Straße. | 12,184        |
| L217          | Kienbergwand Landesstraße                  | Von der B 154 Mondsee Straße nächst Scharfling über Kreuzstein bis zur Landesgrenze gegen Oberösterreich (Seeache) nächst Wiesenau. | 4,394         |
| L218          | St. Veiter Landesstraße                    | Von der B 311 Pinzgauer Straße im Ortsteil Grafenhof-Dorf über St. Veit im Pongau bis zur Sonderpflegestation Grafenhof. | 3,946         |
| L219          | Filzmooser Landesstraße                    | Von der B 99 Katschberg Straße nächst Eben im Pongau über Filzmoos und die Hachau bis zur Landesgrenze gegen die Steiermark bei Ramsau am Dachstein.                                                                                                 | 17,285        |
| L220          | Plainfelder Landesstraße                   | Von der B 158 Wolfgangsee Straße in Pesteig über Plainfeld und Seitenfeld zur L 103 Thalgauer Landesstraße nächst Enzersberg. | 7,819         |
| L221          | Michaelbeurer Landesstraße                 | Von der L 207 Berndorfer Landesstraße in Vorau über Michaelbeuern und Thalhausen bis zur Landesgrenze gegen Oberösterreich. | 4,141         |
| L222          | Lungau Landesstraße                        | Von der B 95 Turracher Straße in Pichl über Mariapfarr und St. Andrä im Lungau wieder zur B 95 in Tamsweg. | 8,624         |
| L223          | Forstauer Landesstraße                     | Von der B 99 Katschberg Straße nächst Radstadt über Löbenau und Forstau bis zur Landesgrenze gegen die Steiermark in Gleiming. | 9,051         |
| L224          | Weißpriacher Landesstraße                  | Von der L 222 Lungau Landesstraße westlich von Mariapfarr und südlich von Bruckdorf nach Weißpriach (Kreuzung Schwaigmoosstraße). | 4,587         |
| L225          | Thomataler Landesstraße                    | Von der B 95 Turracher Straße in Madling über Thomatal, Pichlern und St. Margarethen im Lungau zur B 96 Murtal Straße unterhalb Staig. | 12,697        |
| L226          | Koppler Landesstraße                       | Von der B 158 Wolfgangsee Straße in Pesteig nach Koppl. | 1,691         |
| L227          | Thalgauegg Landesstraße                    | Von der B 158 Wolfgangsee Straße in Fuschl am See, nächst der Kirche, über Winkl, Schurenwald und Egg zur L 103 Thalgauer Landesstraße in Thalgau.                                                                                                   | 9,992         |
| L228          | Außerfürther Landesstraße                  | Von der B 156 Lamprechtshausener Straße nördlich von Schwerting über Innerfürth und Außerfürth bis zur Landesgrenze gegen Oberösterreich. | 2,579         |
| L229          | Werfenwenger Landesstraße                  | Von der B 159 Salzachtal Straße in Imlau über die Salzach und die Gleisanlagen der ÖBB und weiter, die A 10 Tauernautobahn unterfahrend, nach Werfenweng (Beginn der Ortsdurchfahrt).                                                                | 5,900         |
| L230          | Flachauer Landesstraße                     | Von der B 163 Wagrainer Straße südlich Reitdorf nach Flachau (südliche Grenze des Gst 713/9 KG Flachau). | 3,247         |
| L231          | Göriacher Landesstraße                     | Von der L 222 Lungau Landesstraße in St. Andrä im Lungau nach Göriach (Wegparzelle Gst 1191 KG Göriach). | 4,136         |
| L232          | Lessacher Landesstraße                     | Von der L 222 Lungau Landesstraße in Wölting nach Lessach (Hausende „Neuwirt“). | 5,602         |
| L234          | Hallwanger Landesstraße                    | Von der B 1 Wiener Straße in Mayrwies über Hallwang und Tiefenbach bis zur Gemeindegrenze gegen Elixhausen. | 4,938         |
| L235          | Niedernsiller Landesstraße                 | Von der B 168 Mittersiller Straße in Steindorf nach Niedernsill (rechtes Salzachufer). | 0,282         |
| L237          | Glanegger Landesstraße                     | Von der B 311 Pinzgauer Straße beim Schloss Saalhof nach Maishofen, Bahnhofvorplatz (Gst 3154 KG Maishofen). | 10,091        |
| L238          | Seekirchener Landesstraße                  | Von der L 104 Grödiger Landesstraße in Grödig über Glanegg, Fürstenbrunn, Römerbrücke, Latschenwirt und die Buchhöhe zur L 114 Großgmainer Landesstraße nächst Marzoll.                                                                              | 8,386         |
| L239          | Haunsberg Landesstraße                     | Von der L 102 Obertrumer Landesstraße nächst Seekirchen am Wallersee über Hilgertsheim zur L 206 Köstendorfer Landesstraße nächst Köstendorf. | 9,660         |
| L240          | Walser Landesstraße                        | Von der B 1 Wiener Straße nächst Wals-Siezenheim bis zur Kirche in Wals-Siezenheim. | 0,999         |
| L241          | Henndorfer Landesstraße                    | Von der Kreuzung A 1 Westautobahn, Anschlussstelle Thalgau, mit der L 117 Enzersberg Landesstraße über Sinnhub zur B 1 Wiener Straße nächst Schlachterbachbrücke in Henndorf am Wallersee.                                                           | 6,026         |
| L242          | Perwanger Landesstraße                     | Von der L 207 Berndorfer Landesstraße in Berndorf bei Salzburg bis zur Landesgrenze gegen Oberösterreich nächst Perwang. | 1,628         |
| L243          | Gschwendter Landesstraße                   | Von der B 158 Wolfgangsee Straße bei Gschwendt bis zum Ende des Parkplatzes bei der ehemaligen Bahnstation St. Wolfgang. | 1,189         |
| L244          | Adneter Landesstraße                       | Von der L 107 Wiestal Landesstraße am Ende der Adneter Klamm über Adnet zur L 209 Krispler Landesstraße oberhalb des Gasthauses „Seefeldmühle“. | 2,366         |
| L245          | Eugendorferberg Landesstraße               | Von der B 158 Wolfgangsee Straße vor Pesteig über Schwaighofen zur L 103 Thalgauer Landesstraße nächst Loidharting. | 5,344         |
| L246          | Mandlwand Landesstraße                     | Von der B 164 Hochkönig Straße in Mühlbach am Hochkönig über das Mandlwandhaus, Mitterberghaus und Hochkeilhaus zum Arthurhaus am Mitterberg. | 7,786         |
| L247          | Thumersbacher Landesstraße                 | Von der B 311 Pinzgauer Straße nächst Schloss Fischhorn über Thumersbach bis zur P 311 Loferer Bundesstraße nächst Badhaus. | B 7,230       |
| L248          | Lintschinger Landesstraße                  | Von der B 95 Turracher Straße am Paßeggen bis zur L 222 Lungau Landesstraße in Lintsching. | 1,161         |
| L249          | Gaißau Landesstraße                        | Von der L 209 Krispler Landesstraße in Gaißau bis zum Ende des Parkplatzes des Spielbergalmschiliftes. | 2,000         |
| L250          | Tiefbrunnau Landesstraße                   | Von der L 202 Hinterseer Landesstraße nächst Faistenau durch die Ortschaft Tiefbrunnau bis zum Ende der Keflaubrücke. | 6,490         |
| L251          | Heutal Landesstraße                        | Von der L 272 Unkener Landesstraße in Unken bis zur Abzweigung des Güterweges Sonnberg. | 1,733         |
| L252          | Zauchensee Landesstraße                    | Von der B 163 Wagrainer Straße in Altenmarkt im Pongau bis zum Ende des Parkplatzes bei der Talstation des Gamskogelliftes I in Zauchensee. | 10,950        |
| L253          | Antheringer Landesstraße                   | Von der B 156 Lamprechtshausener Straße, Anschlussstelle Anthering Süd, über Anthering wieder zur B 156, Anschlussstelle Acharting. | 3,536         |
| L254          | Hollersbacher Landesstraße                 | Von der B 165 Gerlos Straße, Anschlussstelle Hollersbach Ost, über Hollersbach wieder zur B 165, Anschlussstelle Hollersbach West. | 1,863         |
| L255          | Untersberg Landesstraße                    | Von der L 274 Schwarzacher Landesstraße in Schwarzach im Pongau über die Gleisanlagen der ÖBB bis zur vorderen Ecke der SAFE-Transformatorenstation.                                                                                                 | 1,166         |
| L256          | Dürrnberg Landesstraße                     | Von der B 159 Salzachtal Straße in Hallein nächst dem Stirneiskeller über Bad Dürrnberg bis zur Staatsgrenze gegen Deutschland beim Grenzübergang Dürrnberg.                                                                                         | 5,733         |
| L257          | Brucker Landesstraße                       | Von der B 311 Pinzgauer Straße nächst St Anton in Hundsdorf durch den Ort Bruck an der Großglocknerstraße bis zur L 247 Thumersbacher Landesstraße nächst Schloss Fischhorn.                                                                         | 2,922         |
| L258          | Almer Landesstraße                         | Von der B 164 Hochkönig Straße bis zum Parkplatz Lohninger in Maria Alm am Steinernen Meer. | 0,190         |
| L259          | Göminger Landesstraße                      | Von der B 156 Lamprechtshausener Straße in Oberndorf bei Salzburg nächst der Bäckerei Sausenk über Göming bis zur L 204 Nußdorfer Landesstraße in Nußdorf am Haunsberg nächst der Raiffeisenkasse.                                                   | 5,544         |
| L260          | Schwaitl Landesstraße                      | Von der L 105 Halleiner Landesstraße in Glasenbach bis zum Gasthof Schwaitl. | 3,808         |
| L261          | Söllheimer Wanderweg                       | Von der Samstraße in Salzburg (Gst 2760 KG Hallwang) über Söllheim bis zur Kreuzung mit der Wegparzelle Gst 2804 KG Hallwang unweit der Fichtelmühle.                                                                                                | 4,385         |
| L262          | Prebersee Landesstraße                     | Von der Kreuzung mit der L 222 Lungau Landesstraße in Tamsweg über die Ortschaft Haiden bis zum Beginn des Landschaftsgebietes Prebersee. | 4,234         |
| L264          | Stubachtal Landesstraße                    | Von der Kreuzung mit der B 168 Mittersiller Straße in Uttendorf über die Salzach bis zum Ende der Salzachbrücke. | 0,300         |
| L265          | Hüttenedter Landesstraße                   | Von der Kreuzung mit der B 154 Mondsee Straße in Irrsdorf über Hüttenedt bis zur L 208 Vöcklatal Landesstraße. | 8,317         |
| L266          | Embacher Landesstraße                      | Von der B 311 Pinzgauer Straße, Knoten Embach, durch die Ortschaft Embach bis zur L 112 Rauriser Landesstraße nächst dem Gasthaus Ager. | 8,317         |
| L267          | Bundschuh Landesstraße                     | Von der L 225 Thomataler Landesstraße nächst Pichlern (Passhöhe des Bettelmandltauern) durch die Ortschaft Bundschuh, Gemeinde Thomatal, bis zur Landesgrenze zu Kärnten.                                                                            | 15,150        |
| L268          | Baier Landesstraße                         | Von der B 147 Braunauer Straße nächst Wimpassing bis zur Landesgrenze gegen Oberösterreich. | 0,194         |
| L269          | Bischofshofener Landesstraße               | Von der Brückenachse der Salzachbrücke (B 164 Hochkönig Straße) in Bischofshofen-Süd bis zur Einmündung in die B 311 Pinzgauer Straße bei der Anschlussstelle Arthurwerk nördlich von St. Johann im Pongau.                                          | 3,218         |
| L270          | Lender Landesstraße                        | Das Teilstück der ehemaligen B 311 Pinzgauer Ersatzstraße vom Knoten Maut in St. Veit im Pongau über die Gemeinde Lend zur B 311 Pinzgauer Straße im Ortsteil Eschenau, Gemeinde Taxenbach                                                           | 8,235         |
| L270a         | Lender Landesstraße, Abschnitt Lender Berg | Ast „Lender Berg“ in der Gemeinde Lend bis zum Knoten Gigerach. | 0,843         |
| L271          | Großglockner Landesstraße                  | Der von der B 311 Pinzgauer Straße beim Knoten Pichl abzweigende Teil der Großglocknerstraße bis zur Kapelle Embach. | 9,350         |
| L272          | Unkener Landesstraße                       | Die Ortsdurchfahrt der Gemeinde Unken von der Oberrainkurve der B 178 Loferer Straße zum Ederbauer bei Straßen-km 64,4 der B 178 Loferer Straße. | 2,424         |
| L273          | Eschenauer Landesstraße                    | Die Eschenauer Straße in Taxenbach von der Abzweigung der B 311 Pinzgauer Straße zur Straßenkreuzung unterhalb der Kirche. | 1,700         |
| L274          | Schwarzacher Landesstraße                  | Ortsdurchfahrt Schwarzach, beginnend bei Straßen-km 12,240 bis Straßen-km 14,615, jeweils der ehemaligen B 311 Pinzgauer Straße | 2,375         |
| L275          | Kirchhamer Landesstraße                    | Die in der Gemeinde Maishofen im Ortsteil Kirchham gelegene Gemeindestraße, beginnend bei der Einbindung Sattlerweg bis zur Abzweigung Neunbrunnen                                                                                                   | 0,975         |
| L276          | Kreuzberg Landesstraße                     | Die im Gemeindegebiet der Stadt Bischofshofen im Ortsteil Kreuzberg gelegene Straßenverbindung beginnend bei der Abzweigung von der Landesstraße B 99 Katschberg Straße bis zur Einbindung in die Bundesstraße A 10 Tauernautobahn (Rampe Kreuzberg) | 1,210         |
| Gesamt        | Gesamt                                     | Gesamt | 442,998       |

## Privatstraßen des Landes
| Bezeich- nung | Name             | von – nach / Verlauf | Länge in km |
| ------------- | ---------------- | --- | ----------- |
| P311          | Zeller Straße    | Von der Kreuzung B 168/B 311 in Schüttdorf, Gemeinde Zell am See – ehemaliger Verlauf der B 311 Pinzgauer Straße durch das Stadtgebiet von Zell am See – Abfahrts-/Auffahrtsrampen der B 311 beim Nordportal des Schmittentunnels | 4,711       |
| P312          | Steinpass Straße | Von der Grenze gegen Deutschland auf der Steinbach-Brücke – ehemaliger Verlauf der B 312/seit 1999 B 178 Loferer Straße – Kreuzung mit der B 178 bei der ehemaligen Zollstation                                                   | 0,520       |
| Gesamt        | Gesamt           | Gesamt | 5,231       |